# Walbeckornis creber
Walbeckornis creber (Вальбекорніс) — викопний вид журавлеподібних птахів вимерлої родини Messelornithidae, що існував в Європі в епоху палеоцену (бл. 60 млн років тому). Викопні рештки знайдені у Німеччині.